# 11. ceremonia wręczenia nagród Gildii Aktorów Ekranowych
11. ceremonia wręczenia nagród Gildii Aktorów Ekranowych za rok 2004, odbyła się 5 lutego 2005 roku w Shrine Exposition Center, Los Angeles w USA.

## Laureaci i nominowani
Laureaci nagród wyróżnieni są wytłuszczeniem

### Produkcje kinowe

#### Wybitny występ aktora w roli pierwszoplanowej
- Jamie Foxx – Ray
  - Don Cheadle – Hotel Ruanda
  - Johnny Depp – Marzyciel
  - Leonardo DiCaprio – Aviator
  - Paul Giamatti – Bezdroża

#### Wybitny występ aktorki w roli pierwszoplanowej
- Hilary Swank – Za wszelką cenę
  - Annette Bening – Julia
  - Catalina Sandino Moreno – Maria łaski pełna
  - Imelda Staunton – Vera Drake
  - Kate Winslet – Zakochany bez pamięci

#### Wybitny występ aktora w roli drugoplanowej
- Morgan Freeman – Za wszelką cenę
  - Thomas Haden Church – Bezdroża
  - Jamie Foxx – Zakładnik
  - James Garner – Pamiętnik
  - Freddie Highmore – Marzyciel

#### Wybitny występ aktorki w roli drugoplanowej
- Cate Blanchett – Aviator
  - Cloris Leachman – Trudne słówka
  - Laura Linney – Kinsey
  - Virginia Madsen – Bezdroża
  - Sophie Okonedo – Hotel Ruanda

#### Wybitny występ zespołu aktorskiego w filmie kinowym
- Bezdroża
  - Aviator
  - Marzyciel
  - Hotel Ruanda
  - Za wszelką cenę
  - Ray

### Produkcje telewizyjne

#### Wybitny występ aktora w miniserialu lub filmie telewizyjnym
- Geoffrey Rush – Peter Sellers: Życie i śmierć
  - Jamie Foxx – Odkupienie
  - William H. Macy – Ciepła czapka
  - Barry Pepper – 3: The Dale Earnhardt Story
  - Jon Voight – Pięć osób, które spotkamy w niebie

#### Wybitny występ aktorki w miniserialu lub filmie telewizyjnym
- Glenn Close – Lew w zimie
  - Patricia Heaton – Dziewczyna na pożegnanie
  - Keke Palmer – Ciepła czapka
  - Hilary Swank – Niezłomne
  - Charlize Theron – Peter Sellers: Życie i śmierć

#### Wybitny występ aktora w serialu dramatycznym
- Jerry Orbach – Prawo i porządek
  - Hank Azaria – Huff
  - James Gandolfini – Rodzina Soprano
  - Anthony LaPaglia – Bez śladu
  - Kiefer Sutherland – 24 godziny

#### Wybitny występ aktorki w serialu dramatycznym
- Jennifer Garner – Agentka o stu twarzach
  - Edie Falco – Rodzina Soprano
  - Allison Janney – Prezydencki poker
  - Christine Lahti – Jack & Bobby
  - Drea de Matteo – Rodzina Soprano

#### Wybitny występ aktora w serialu komediowym
- Tony Shalhoub – Detektyw Monk
  - Jason Bateman – Bogaci bankruci
  - Sean Hayes – Will & Grace
  - Ray Romano – Wszyscy kochają Raymonda
  - Charlie Sheen – Dwóch i pół

#### Wybitny występ aktorki w serialu komediowym
- Teri Hatcher – Gotowe na wszystko
  - Patricia Heaton – Wszyscy kochają Raymonda
  - Megan Mullally – Will & Grace
  - Sarah Jessica Parker – Seks w wielkim mieście
  - Doris Roberts – Wszyscy kochają Raymonda

#### Wybitny występ zespołu aktorskiego w serialu dramatycznym
- CSI: Kryminalne zagadki Las Vegas
  - Sześć stóp pod ziemią
  - Rodzina Soprano
  - Prezydencki poker
  - 24 godziny

#### Wybitny występ zespołu aktorskiego w serialu komediowym
- Gotowe na wszystko
  - Bogaci bankruci
  - Wszyscy kochają Raymonda
  - Seks w wielkim mieście
  - Will & Grace

### Nagroda za osiągnięcia życia
- James Garner